# Fritz Stolzenberg
Fritz Otto Alexander Stolzenberg (* 27. Januar 1879 in Kassel; † 21. April 1934 in Eschwege) war ein deutscher Kommunalpolitiker und Abgeordneter des Provinziallandtages der preußischen Provinz Hessen-Nassau.

## Leben
Fritz Stolzenberg wurde als Sohn des Arztes Anton Stolzenberg und dessen Ehefrau Maria Weber geboren. Er besuchte das Falk-Realgymnasium in Berlin. Nach dem Abitur am Wilhelmsgymnasium Kassel im Jahre 1897 schloss sich ein Studium der Rechts- und Staatswissenschaften an der Philipps-Universität Marburg und der Humboldt-Universität zu Berlin an. Während seines Studiums wurde er 1897 Mitglied der Burschenschaft Hevellia Berlin. 1902 wurde er mit der Dissertation Das Ablösungsrecht des § 268 BGB insbesondere in seinem Verhältnisse zur gewöhnlichen Zahlung fremder Schulden zum Dr. Jur. promoviert.
Nach der Referendarzeit im Justizdienst, unter anderem in Wetter, wechselte er zur Polizei und war, bevor er am 1. Mai 1904 zum besoldeten Stadtrat in Graudenz gewählt wurde, hier zuletzt als Polizeiassessor tätig. Von 1911 bis 1913 war er Zweiter Bürgermeister in Graudenz. Seine einstimmige Wahl zum Ersten Bürgermeister der Stadt Eschwege fiel auf den 21. November 1913. Er blieb bis zum Jahre 1934, als er auf seinen Antrag aus gesundheitlichen Gründen in den Ruhestand ging, in diesem Amt.  Stolzenberg war neben seiner Tätigkeit als Vorstandsmitglied des Werrakanalvereins auch Mitglied des Kreisausschusses Eschwege sowie des Aufsichtsrates der Gesellschaft „Hessische Heimat“.
1916 erhielt er als Nachfolger des zurückgetretenen Abgeordneten Gustav Franz Viktor Brill einen Sitz im Kurhessischen Kommunallandtag des preußischen Regierungsbezirks Kassel,  aus dessen Mitte er ein Mandat für den Provinziallandtag der Provinz Hessen-Nassau erhielt.
1924 wurde er Mitglied der Burschenschaft Saxonia Hannoversch Münden.
Die Bürgermeister-Stolzenberg-Straße in Eschwege ist nach ihm benannt.